# بیست مقاله
بیست گفتار از آثار مهم و مشهور محمّد قزوینی است. این اثر از جمله منابع مهم ایران‌شناسی محسوب می‌شود.

## محتوا
بیست مقاله در دو مجلد منتشر شده است. جلد اول را ابراهیم پورداود در سال ۱۳۰۷ و جلد دوم آن را عبّاس اقبال آشتیانی در سال ۱۳۱۳ به چاپ رساندند.
قزوینی در این کتاب مقالات متعددی دربارهٔ ادبیات و تاریخ ایران و اسلام دارد. وفات انوری، راحه الصدور، معرفی ملوک العرب امین ریحانی، مقاله رسم‌الخط، تهران، ممدوح عمادی، زین الاخبار، شهنامه قل از فردوسی تعدادی از این مقالات است.

## دربارهٔ این کتاب
- بررسی شاخصه‌های پژوهشی در بیست مقاله، نوشته محبوبه قاسمی ایمچه، هشتمین همایش بین‌المللی انجمن ترویج زبان و ادب فارسی ایران، ۱۳۹۳